# BODR
Albums de Snoop Dogg
Snoop Dogg Presents Algorithm
(2021) Snoop Cube 40 $hort
(2022)
BODR (pour « Bacc On Death Row ») est le 19e album studio du rappeur américain Snoop Dogg sorti en 2022 sur le label Death Row Records. L'album sort le lendemain de l'annonce du rachat du label par l'artiste. Snoop Dogg n'avait plus publié d'albums sur Death Row depuis 26 ans et la sortie de Tha Doggfather (1996).

## Historique
En 2019, le label Death Row Records — en faillite depuis 2006 — est racheté par Hasbro et Entertainment One. En avril 2021, Hasbro et Entertainment One revendent eOne Music au groupe Blackstone, acquisition finalisée en juin 2021.
Le 9 février 2022, peu avant la sortie de l'album BODR, Snoop Dogg annonce qu'il vient d’acquérir la marque Death Row Records auprès du MNRK Music Group (anciennement eOne Music). Ce rachat n'inclut pas tout de suite les droits des précédents albums et chansons du label mais un nouvel accord pourrait permettre l'acquisition de chansons de Dr. Dre, Tha Dogg Pound ou encore Tupac Shakur,,.

## Liste des titres
Source : crédits Spotify
| 1.    | Still Smokin’                                             | Calvin Broadus                                    | DJ Battlecat        | 1:31 |
| 2.    | Gun Smoke                                                 | Broadus                                           | Hi-Tek              | 1:50 |
| 3.    | Coming Back (featuring October London & Nefertitti Avani) | Broadus, Jared Erskine, Nefertitti Avani          | DJ Battlecat        | 3:31 |
| 4.    | Sandwich Bag                                              | Broadus                                           | Bink                | 2:49 |
| 5.    | Conflicted (featuring Nas)                                | Broadus, Nasir Jones                              | Hit-Boy             | 2:50 |
| 6.    | Daddy (featuring Emo Trap)                                | Broadus, Shaquille Anthony Taylor                 | Hit-Boy             | 3:37 |
| 7.    | Doggystylin                                               | Broadus                                           | Soopafly            | 2:53 |
| 8.    | Crip Ya Enthusiasm                                        | Broadus                                           | DJ Green Lantern    | 3:39 |
| 9.    | Gotta Keep Pushing (featuring T.I. & Sleepy Brown)        | Broadus, Clifford Harris Jr., Patrick Leroy Brown | Hollis              | 3:13 |
| 10.   | House I Built                                             | Broadus                                           | Hit-Boy             | 3:10 |
| 11.   | Outside the Box (featuring Nate Dogg)                     | Broadus, Nathaniel Hale                           | DJ Battlecat        | 2:22 |
| 12.   | Jerseys in the Rafters (featuring The Game)               | Broadus, Jayceon Taylor                           | Hit-Boy             | 2:29 |
| 13.   | Pop Pop (featuring DaBaby)                                | Broadus, Jonathan Kirk                            | Trevor Lawrence Jr. | 2:24 |
| 14.   | Catch a Vibe (featuring HeyDeon)                          | Broadus, Deon Samuel Williams                     | Soopafly            | 3:14 |
| 15.   | It's in the Air (featuring Uncle Murda & Jane Handcock)   | Broadus, Leonard Grant, Jane Handcock             | Nottz               | 3:12 |
| 16.   | We Don't Gotta Worry No More (featuring Wiz Khalifa)      | Broadus, Cameron Thomaz                           | Don Cannon          | 2:57 |
| 17.   | Get This Dick (featuring Lil Duval & October London)      | Broadus, Roland Powell, Jared Erskine             | Trevor Lawrence Jr. | 3:30 |
| 18.   | Snoopy Don't Go (featuring October London)                | Broadus, Jared Erskine                            | DJ Battlecat        | 4:00 |
| 53:11 |                                                           |                                                   |                     |      |

## Samples
- Crip Ya Enthusiasm contient des samples de Frolic de Luciano Michelini et de La Di Da Di de Doug E. Fresh & Slick Rick[9].
- Coming Back contient un sample de Keep on Lovin' Me de The Whispers.